# دولة في طور التكوين

الدولة في طور التكوين أو الدولة البدائية، أو التي تُعرف أيضاً باسم شبه الدولة، هي كيان سياسي لا تمثل الدولة المستقلة ذات السيادة والقائمة على المؤسسات.
يختلف التعريف الدقيق لمصطلح «دولة في طور التكوين» في الأدب السياسي بناءً على السياق الذي يُستخدم وفقه ذاك المصطلح. فعلى سبيل المثال، استخدم بعض العلماء حديثاً مصطلح «دولة في طور التكوين» لوصف المستعمرات البريطانية والأقاليم التابعة للإمبراطورية البريطانية، والتي تتمتع بالحكم الذاتي وتمارس نوعاً من الحكم المحلي، لكنها ظلّت أجزاءً مكملة للإمبراطورية وتخضع لإدارة الإمبراطورية البريطانية. بالإضافة لذلك، توصف جمهوريات الاتحاد السوفيتي سابقاً على أنها دولٌ في طور التكوين، فكانت تلك الجمهوريات أشبه بوحدات إدارية فردية، لكلّ واحدة منها فروقات تميزها عن الأخرى. في الاستخدام الأكثر حداثة، يشير مصطلح دولة في طور التكوين إلى الجماعات المحاربة الانفصالية التي تدعي حقها في امتلاك منطقة معينة، وتمارس هيمنة حدودية على تلك المنطقة، لكنها تفتقر إلى التماسك المؤسساتي. من تلك الدول في طور التكوين: جمهورية صرب البوسنة والجمهورية الكرواتية في البوسنة والهرسك، كلتاهما خلال حرب البوسنة. بالإضافة إلى أزواد التي قامت خلال ثورة الطوارق عام 2012. وتظل الدولة الإسلامية في العراق والشام مثالاً واضحاً على الدول البدائية في العصر الحديث.

## لمحة تاريخية
استُخدم مصطلح «دولة في طور التكوين» ضمن عددٍ من السياقات، ومنذ زمنٍ طويلٍ يعود إلى بلاد الإغريق، فكان حينها يشير إلى ظاهرة معينة: فغالباً ما تظهر نماذج مفككة وصغيرة جداً من الدول قبل أن تتحوّل إلى دول كبرى ومتماسكة. على سبيل المثال، لاحظ عالم الاجتماع التاريخي غاري رونسيمان أن دول المدن الإغريقية في العصور الكلاسيكية القديمة، مثل أثينا، كانت في البداية دولاً بدائية وضعيفة، ثم تطورت لاحقاً لتصبح أكبر وذات كيانات سياسية مركزية. كانت معظم الدول البدائية القديمة نتاج المجتمعات القبلية، وتألفت من كونفدراليات لم تستمرّ فترة طويلة نسبياً، وتألفت تلك الكونفدراليات من مجتمعات اتحدت مع بعضها تحت قيادة زعيم أو أمير حربٍ يملك سلطة رمزية ورتبة عسكرية. لم تُعتبر تلك دولاً مستقلة لأنها نادراً ما حققت أي درجة من الاستمرار المؤسساتي، وغالباً ما مارس الزعيم أو القائد سلطته على الشعب المتنقل والمرتحل بدلاً من وجود حدودٍ جغرافية قابلة للقياس. كانت الكونفدراليات المفككة التي تنتمي لما ورد سابقاً السبيل الأساسي لتشكيل دولة وفق المفهوم الشائع لدى الناس في الكثير من المناطق، مثل سهوب آسيا الوسطى، عبر التاريخ القديم.
انتشرت الدول في طور التكوين ضمن أوروبا الغربية خلال العصور الوسطى، وغالباً جراء بروز اتجاه نحو اللامركزية السياسية عقب انهيار الإمبراطورية الرومانية الغربية وتبني نظام الإقطاعية. كان النبلاء يقدمون ولاءهم إلى الملك وفقاً للنظام الإقطاعي، لكن الكثير من صغار النبلاء أداروا إقطاعياتهم في صورة مصغرة من نموذج «دولة ضمن دولة»، حتى أن تلك الأراضي كانت مستقلة عن بعضها. برزت هذه الممارسة بوضوح في الكيانات السياسية اللامركزية والكبيرة، مثل الإمبراطورية الرومانية المقدسة، والتي احتوت عددًا من الدول البدائية المستقلة وشبه المستقلة.
بُعيد عصر الاكتشاف، أدى بروز الاستعمار الأوروبي إلى تكوين مستعمرات على نمط الدولة البدائية في آسيا وأفريقيا والأمريكتين. لم تحصل سوى بضع مستعمرات على صفة «محمية»، فكانت تلك المستعمرات تُدار من طرف العاصمة لكنها احتفظت بقدرٍ محدود من الإدارة الذاتية، مثل المستعمرات ذاتية الحكم والدومينيون والأقاليم المُلحقة. كانت الأمثلة السابقة عبارة عن وحدات إدارية متمايزة أدت كل واحدة منها الكثير من الوظائف التي تؤديها الدولة دون امتلاكها سيادة تامة أو استقلالاً عن الدولة المُستعمِرة. في المقابل، اعتُبرت المستعمرات التي لا تملك صفة «مستقلة ذاتياً» امتداداً إدارياً للدولة المُستعمِرة بدلاً من اعتبارها دولاً بدائية أو في طور التكوين. ولاحقاً، شكّلت المستعمرات، التي امتلكت صفة دولة بدائية، أساس عددٍ من الدول الحديثة، تحديداً في القارتين الآسيوية والأفريقية.
خلال القرن العشرين، وُجدت بعض الدول البدائية دون امتلاكها وحدات إدارية منفصلة، لكن تلك الجمهوريات -التي تحكم ذاتها نظرياً- اندمجت مع بعضها في اتحاد سياسي، وأوضح مثالٍ عن هذه الجمهوريات هو ما نجده في الأنظمة الفدرالية الاشتراكية في دول يوغوسلافيا وتشيكوسلوفاكيا والاتحاد السوفيتي.
هناك شكلٌ آخرٌ من الدول البدائية أصبح شائعاً تحديداً عقب انتهاء الحرب العالمية الثانية، وبرز جراء الاستحواذ غير القانوني على أراضي دولٍ أخرى من طرف متمردين أو جماعات مسلحة تبنت دور الحكومة الفعلية. تفتقد الدول البدائية المتمردة الاعترافَ الدولي والمؤسسات المدنية، لكن بإمكانها المشاركة في عمليات التجارة الخارجية وتأمين الخدمات المدنية لمواطنيها، ويمكنها أيضاً الانخراط في نشاطٍ دبلوماسي محدود. عادة ما تنشأ تلك الدول البدائية من طرف حركاتٍ تشمل أقلياتٍ دينية أو إثنية متمركزة جغرافياً، وغالباً ما تُعتبر تلك سمة شائعة للصراعات المدنية بين الإثنيات. يعود السبب غالباً إلى ميل جماعة داخلية ذات هوية ثقافية معينة نحو رفض شرعية النظام السياسي في دولة ذات سيادة، وبذلك تخلق تلك الجماعة جيبها السياسي وأراضيها الخاصة، حيث يعيش أفرادها بحرية وفقاً للقوانين والأعراف الاجتماعية والنُظم الخاصة بها. في الصين، وخلال الحرب الأهلية الصينية، أدى تراكم الأراضي التي خضعت لسلطة قوة متمردة إلى تشكيل نظام جيوسياسي شبه وطني في تلك المناطق، وبالتالي، نشأت دولة بدائية عن طريق عملية دقيقة أصبحت مثالاً يُحتذى به في القرنين العشرين والحادي والعشرين. في العادة، تظلّ الدول البدائية الناشئة جراء حرب أهلية في حالة دائمة من الحرب، وبالتالي تبقى ثروة تلك الدول وتعدادها السكاني محدودة. تُعدّ الدولة الإسلامية في العراق والشام إحدى أبرز الأمثلة عن الدول البدائية في حالة الحرب خلال القرن الحادي والعشرين، إذ استطاعت الدولة الحفاظ على البيروقراطية الإدارية وفرْضَ الضرائب.

## المبدأ النظري
لا يمكن اختصار أو إيجاز تعريف الدولة البدائية، وغالباً ما اختلط هذا المصطلح على الناس جراء الاستخدام المتغيّر لمصطلحات مثل دولة وبلد وأمة لوصف أرض ما. في السياق الأكاديمي، من المُفضل استخدام مصطلح «أمة بدائية» بدلاً من دولة بدائية، في المقابل، تستخدم بعض السلطات مصطلح أمة للإشارة إلى جماعة اجتماعية أو إثنية أو ثقافية قادرة على تكوينٍ دولة خاصة بها.
لا تلبي الدولة البدائية المعايير الأربعة الأساسية لتكوين دولةٍ ما وفقاً لما جاء في النظرية الإيضاحية للدولة في اتفاقية مونتيفيديو عام 1933، وهذه المعايير هي: تعداد سكاني دائم، حدود معرفة ومحددة، حكومة تملك مؤسساتها الخاصة، القدرة على إنشاء علاقات مع الدول الأخرى. ليس ضرورياً أن تكون الدولة البدائية شبيهة بالدولة ذات الاعتراف المحدود أو مرادفة لها، فالأخيرة تملك جميع مقومات الدولة ذات السيادة والقادرة على أداء وظائفها بأكمل وجه، مثل روديسيا وجمهورية الصين التي تُعرف باسم تايوان. لكن غالبية الدول البدائية لا تحصل على الاعتراف الدولي، لأن الاعتراف بالدولة البدائية يناقض الاعتراف بالدولة الأخرى الخارجية ذات السيادة والاستقلال. أما إذا حصلت الدول البدائية على الاعتراف الدبلوماسي الكامل، واستطاعت إنشاء بعثات دبلوماسية أو سفارات في الدول الأخرى، فستُصبح بذلك دولة ذات سيادة ولها حقها الكامل في الوجود، ولا يمكن تصنيفها كدولة بدائية في هذه الحالة.